# Украинцы в Греции
Украинцы в Греции (укр. Українці в Греції) — одна из этнических общин на территории Греции, которая сформировалась в течение нескольких исторических периодов. По официальной статистике, численность украинской диаспоры — 17 006 человек, что составляет около 0,16 % населения Греции.

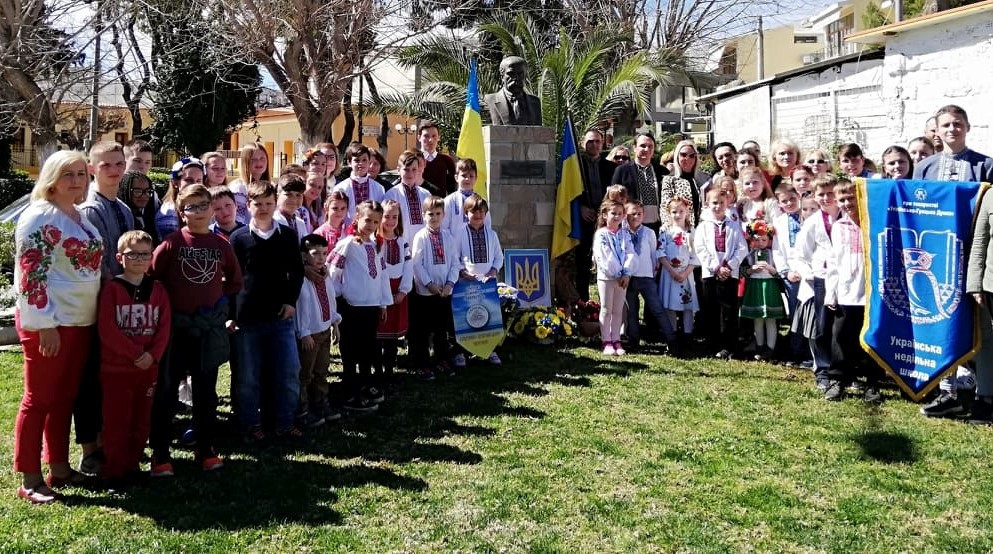
Украинская община в Греции. Шевченковские чтения с участием учеников трех украинских школ в Афинах.

## История
Традиции торговых, культурных и политических связей между народами Украины и Греции уходят в глубину веков. Исторические факты свидетельствуют о пребывании на греческих землях выходцев из украинских земель, сделавших значительных вклад в истории народов Украины и Греции.
На греческой земле жил и работал известный представитель полемической литературы XVI—XVII вв., православный монах и духовный писатель Иван Вишенский, который приблизительно в 70-80-х годах XVI века переселился в Грецию и длительное время прожил в Афонских монастырях.
Греческие источники свидетельствуют о том, что в центральной материковой части Греции проживали выходцы из Украины, которые были в составе отдельного украинского казачьего отряда во время боевых действий на территории Греции и Турции.
Значительный вклад в развитие культурных связей внес украинский путешественник Василий Григорович-Барский, известный также как Василий Киевский. С 1736 по 1743 год жил на острове Патмос, где занимался изучением языка, логики, метафизики. Одновременно преподавал латинский язык в местном училище. Кроме латыни, Григорович-Барский владел греческим и арабским языком, понимал турецкий, хорошо знал естествознание, географию, историю, этнографию, статистику, архитектуру, геологию, коммерцию, живопись, музыку. В 1744 году был направлен на Афон с целью изучения православных монастырей и их библиотек. 1744—1746 гг. провел на Афоне, в Афинах и на о. Крит. Во время путешествий Григорович-Барский писал подробные дневники, где описывал все, что с ним происходило, фиксировал личные наблюдения. Эти материалы и личные наблюдения стали основой его фундаментальной работы «Странствия».
С развитием культурных украинско-греческих связей тесно связано имя украинского писателя и композитора Петра Ивановича Нищинского, уроженца современной Винницкой области. В 1850 году киевский архимандрит Антоний был назначен настоятелем русской посольской церкви в Афинах и пригласил Петра Нищинского приехать петь в городском церковном хоре. Следует отметить, что в греческих монастырях и церквях исполнялись музыкальные произведения украинских композиторов Д.Бортнянского, М.Березовского, А.Веделя и других. Нищинский изучал культурное наследие греческого народа, совершенствовал греческий язык, принимал участие в реставрации памятников христианства. Он закончил филологический и богословский факультет Афинского университета, получил диплом магистра богословских наук, на протяжении года преподавал греческий язык в афинской гимназии.
Стоит отметить, что в течение длительного времени Украина часто отождествлялась с Россией, так как в тот период современные украинские земли входили в состав Российский империи, а затем СССР. Именно поэтому до начала 90-х годов XX века в архивных материалах было малозаметным понятие «украинская община».
Современный этап истории, начиная с 80-90-х годов XX века, в связи с ухудшением экономического положения в СССР и его последующим распадом, характеризуется эмиграцией украинских греков из причерноморских районов, мест компактного проживания в Донецкой области.

## Структура и численность украинской диаспоры
Основу нынешней украинской диаспоры составляют иммигранты прибывшие в Грецию в конце 80-х годов ХХ- нач. XXI вв. Изначально это были греческие репатрианты, уроженцы Украины, в основном из районов Причемноморья: Одесской, Донецкой областей и т. д., позднее к греческим эмигрантам присоединились и этнические украинцы.
По данным переписи 2011 года, украинцы занимали 6 место среди постоянно проживающих в Греции иностранных граждан, учтённых переписью:
| страна гражданства | численность | доля в населении Греции % |
| ------------------ | ----------- | ------------------------- |
| Албания            | 480 824     | 4,45                      |
| Болгария           | 75 915      | 0,70                      |
| Румыния            | 46 523      | 0,43                      |
| Пакистан           | 34 177      | 0,31                      |
| Грузия             | 27 400      | 0,25                      |
| Украина            | 17 006      | 0,16                      |
| США                | 15 386      | 0,14                      |
| Кипр               | 14 446      | 0,13                      |
| Польша             | 14 145      | 0,13                      |
| Россия             | 13 807      | 0,12                      |

## Обеспечение культурных и языковых и других прав
Существенным фактором укрепления неизменно дружественных отношений между Украиной и Грецией являются интенсивные гуманитарные связи и наличие украинской общины в Греции и греческой диаспоры на Украине. В Греции проживает около 20 тыс. выходцев с Украины. Украинцы Греции объединяются в национально-культурные общества «Украинско-греческая мысль», «Украинский журавлиный край», «Берегиня». Мощным центром украинства в Греции является церковная община Святого Николая в составе греко-католических прихожан Собора Пресвятой Троицы в городе Афины. Успешно работают украинские школы.
В 2010 году в парке «Гуди» г. Афины был открыт памятник Тарасу Шевченко, который был сооружён на средства украинских и греческих меценатов. Существует проект открытия в городе Ретимнон мемориальной доски его уроженцу, известному меценату г. Львова в XVI в. Константину Корнякту.
В течение последних нескольких лет в международных фестивалях и профессиональных конкурсах, проводимых в Греции, принимали участие украинские художники, исполнители и художественные коллективы.
На образовательном направлении активно реализуется потенциал украинско-греческого сотрудничества в области высшего образования. На сегодня заключено и выполняется более 20 прямых соглашений о сотрудничестве между вузами Украины и Греции. В Афинском национальном университете с 2009 года на отделении славянских языков Философского факультета начало преподавания украинского языка. Многолетнее сотрудничество объединяет Киевский национальный университет, Киевский университет инженеров гражданской авиации, Киевский национальный торгово-экономический университет, Харьковский национальный университет, Харьковский политехнический университет, Харьковскую национальную юридическую академию, Одесский национальный морской университет, Тернопольскую академию народного хозяйства, Мариупольский государственный университет с университетами Афин, Салоник, Патры и Янины. Высшие учебные заведения Украины и Греции сотрудничают в рамках программы Европейского Союза «TEMPUS-TACIS». В целом последние годы характеризуются положительной динамикой развития двусторонних отношений в области образования. Существует значительный взаимный интерес образовательных кругов Украины и Греции к расширению сотрудничества, что находит свое отражение в активизации контактов университетов Украины с высшими учебными заведениями Греческой Республики.
Значимым этапом развития культурно-гуманитарного сотрудничества Украины и Греции стало начало в 2008 году работы в г. Афины культурно-информационного центра в составе Посольства Украины в Греческой Республике. Центр имеет отдельное помещение и активно ведет работу по широкому представления культурного наследия Украины на территории Греции. За время своего существования центр провел более 60 различных культурологических мероприятий (выставки, концерты, презентации и т. д.) для греческой общественности и украинской общины Греции.

## Общественные объединения украинцев в Греции
На территории Греции действуют следующие общественные объединения украинцев:
- Общество украинской диаспоры «Украинско-греческая мысль», член Всемирного Конгресса Украинцев, имеет филиалы в г. Патра и на о.Родос. При объединении действует украинская субботняя школа[9]
- Украинский культурно-образовательный центр «Берегиня», при объединении действует украинская субботняя школа
- Центр поддержки и развития украинского культурного наследия «Трембита», при объединении действует украинская субботняя школа[9]
- Общественное объединение «Ассоциация украинцев Греции — Украинский журавлиный край». При объединении действуют украинский культурный центр и библиотека имени Б. И. Антонича
- Неправительственная организация «Объединенная Украинская Диаспора Греции»
- Общественное объединение «Украинцы Греции»[9]